# Crex
Cet article possède un paronyme, voir C-Rex.
Genre
Le genre Crex regroupe deux oiseaux appartenant à la famille des Rallidae.

## Liste des espèces
D'après la classification de référence (version 14.1, 2024) du Congrès ornithologique international (ordre phylogénique) :
- Crex crex – Râle des genêts